# Platytes polyactinella
Platytes polyactinella là một loài bướm đêm trong họ Crambidae.